# Pablo Sánchez Ibáñez
Pablo Sánchez Ibáñez (Mairena de Alcorben, 1930. január 25. – Badajoz, 1987. május 15.) spanyol nemzetközi labdarúgó-játékvezető. Teljes neve Augusto Pablo Sánchez Ibáñez.

## Pályafutása

### Nemzeti játékvezetés
A küldési gyakorlat szerint rendszeres partbírói tevékenységet is végzett. Az I. Liga játékvezetőjeként 1977-ben vonult vissza. Első ligás mérkőzéseinek száma: 101.

### Nemzetközi játékvezetés
A Spanyol labdarúgó-szövetség Játékvezető Bizottsága (JB) terjesztette fel nemzetközi játékvezetőnek, a Nemzetközi Labdarúgó-szövetség (FIFA) 1970-től tartotta nyilván bírói keretében. A FIFA JB központi nyelvei közül a spanyolt beszélte. Több nemzetek közötti válogatott és klubmérkőzést vezetett, vagy működő társának partbíróként segített. A spanyol nemzetközi játékvezetők rangsorában, a világbajnokság-Európa-bajnokság sorrendjében többedmagával a 17. helyet foglalja el 4 találkozó szolgálatával. Az aktív nemzetközi játékvezetéstől 1977-ben búcsúzott.

#### Labdarúgó-világbajnokság
A világbajnoki döntőhöz vezető úton Nyugat-Németországba a X., az 1974-es labdarúgó-világbajnokságra a FIFA JB játékvezetőként alkalmazta. A FIFA JB elvárása szerint, ha nem vezetett, akkor partbíróként tevékenykedett. Két csoportmérkőzés közül az egyiken egyes számú besorolást kapott, játékvezetői sérülés esetén továbbvezethette volna a találkozót. Világbajnokságon vezetett mérkőzéseinek száma: 1 + 2 (partbíró).

##### 1974-es labdarúgó-világbajnokság

###### Selejtező mérkőzés
| Időpont            | Helyszín                         | Mérkőzés típusa           | Mérkőzés                  | Eredmény | Nézők száma |
| ------------------ | -------------------------------- | ------------------------- | ------------------------- | -------- | ----------- |
| 1973. november 14. | José Alvalade Stadion, Lisszabon | előselejtező (7. csoport) | Portugália–Észak-Írország | 1 : 1    | 6 713       |

###### Világbajnoki mérkőzés
| Időpont          | Helyszín                  | Mérkőzés típusa              | Mérkőzés        | Eredmény | Nézők száma |
| ---------------- | ------------------------- | ---------------------------- | --------------- | -------- | ----------- |
| 1974. június 23. | Olimpiai Stadion, München | csoportmérkőzés (4. csoport) | Argentína–Haiti | 4 : 1    | 25 000      |

#### Labdarúgó-Európa-bajnokság
Az európai-labdarúgó torna döntőjéhez vezető úton Jugoszláviába az V., az 1976-os labdarúgó-Európa-bajnokságra az UEFA JB játékvezetőként foglalkoztatta.
| Időpont            | Helyszín                     | Mérkőzés típusa           | Mérkőzés           | Eredmény | Nézők száma |
| ------------------ | ---------------------------- | ------------------------- | ------------------ | -------- | ----------- |
| 1974. november 16. | Princes Park Stadion, Párizs | előselejtező (7. csoport) | Franciaország–NDK  | 2 : 2    | 45 381      |
| 1975. április 16.  | Népstadion, Budapest         | előselejtező (2. csoport) | Magyarország–Wales | 1 : 2    | 21 080      |